# Egidio da Sansepolcro
Egidio da Sansepolcro (fl. X secolo) è stato un religioso italiano, venerato come santo.

## Agiografia
Secondo una tradizione, scritta a partire dal 1418, insieme al compagno Arcano, è uno dei due pellegrini che alla fine del X secolo fondarono, in località Noceati (nel territorio di Città di Castello), un oratorio per custodire reliquie del Santo Sepolcro e di altri luoghi della Terra santa. Attorno a questo primitivo oratorio è poi sorta un'abbazia benedettina, documentata a partire dall'anno 1012.
Il borgo sviluppatosi attorno all'abbazia nel corso dell'XI secolo è l'attuale città di Sansepolcro.
I santi Egidio e Arcano sono venerati come fondatori della città di Sansepolcro e per questo sono stati oggetto di un culto civico per tutto il Medioevo e l'età moderna. Pur non essendo patroni della città, i santi Egidio e Arcano sono assurti a elemento identificativo del Borgo e dei suoi abitanti. Per questo motivo la festa cittadina veniva celebrata in passato il giorno 1º settembre e non il 27 dicembre, festa del patrono san Giovanni Evangelista.
Così, nel 1418 Francesco Largi, aprendo il registro dell'amministrazione del Comune di Sansepolcro, narra il mito delle origini della città:

## Culto
La devozione al Santo Sepolcro è rafforzata anche dal fatto che nel giorno della dedicazione dell'abbazia (1º settembre 1049, secondo la data tradizionale) si celebra la festa cittadina, cioè la festa del Santo Sepolcro: gli statuti comunali del 1441 prescrivono che otto giorni prima della festa il capitano fiorentino faccia bandire l'obbligo per i sindaci delle ville e ciascun componente del consiglio dei Venti di preparare un cero del valore di un bolognino da offrire all'Opera dell'abbazia il 1º settembre. Anche lo statuto del 1571 manterrà questa disposizione, riservando l'obbligo dell'offerta della cera alla cattedrale (l'antica abbazia era diventata cattedrale nel 1520) ai magistrati delle arti. Un legame talmente stretto quello tra il Borgo e la sua abbazia, tra il popolo e il suo mito di fondazione che lo statuto dell'Arte dei Calzolai del 1378 prescriverà il riposo festivo per il «dì primo de septembre sancti Gilio e Sepolcro».
Il 14 luglio 2012 al nome suo, e a quello del compagno Arcano è stato intitolato il largo retrostante l'abside della Basilica Cattedrale di Sansepolcro .
La Società Balestrieri di Sansepolcro, onora il Santo Fondatore il 1º settembre gareggiando il Palio di Sant'Egidio, antichissima competizione di tiro con la balestra che affonda le sue radici nel XV secolo, alla quale possono partecipare tutti i borghesi purché muniti di balestra atta al tiro.

### Iconografia
I due santi sono raffigurati con l'abito del pellegrino e il bastone; entrambi barbuti, di età adulta ma non vecchi; Arcano ha barba bipartita e tiene in mano il contenitore delle reliquie.
I santi pellegrini Egidio e Arcano sono raffigurati in varie opere d'arte, tra cui il Polittico della Misericordia di Piero della Francesca (Museo Civico di Sansepolcro), il trittico di Matteo di Giovanni (Museo Civico di Sansepolcro), le porte cinquecentesche della Basilica Cattedrale di Sansepolcro.
La prima attestazione iconografica dei santi Egidio e Arcano risale al 1380, quando Giacomo di Balduccio dipinge le storie dei santi nella cappella delle reliquie presso l'altare maggiore dell'abbazia (oggi cattedrale). Non è certo se il ciclo pittorico, commissionato al pittore dall'abate Bartolomeo il 18 giugno 1380, accolga una tradizione orale o si basi su un testo scritto oggi perduto, ma la realizzazione delle pitture indica l'esistenza di una tradizione mitica della fondazione della città e la sua ampia diffusione. Stando al contratto, Giacomo di Balduccio deve dipingere le storie dei santi Egidio e Arcano, secondo il bozzetto posseduto dall'abate, tutto intorno alla cappella delle reliquie, che si trova presso l'altare maggiore, oltre il coro. Il lavoro dovrà terminare entro il mese di agosto, dovrà essere eseguito bene e diligentemente, con buoni colori e sarà pagato otto fiorini e mezzo.
Questo il testo del documento:
I santi Egidio e Arcano sono sempre raffigurati insieme, o nella stessa pittura o in parti diverse dello stesso polittico o altra opera. Andato perduto il ciclo di affreschi con episodi della loro vita realizzato nel 1380 nell'abbazia di Sansepolcro (l'odierna cattedrale), attualmente si conoscono le seguenti immagini:
- Polittico della Misericordia di Piero della Francesca (1445-1461, Museo Civico di Sansepolcro);
- Trittico dei santi Pietro e Paolo di Matteo di Giovanni (1465 circa, Museo Civico di Sansepolcro);
- Placca della cintura del Volto Santo (incisione su argento del XV secolo, Museo Civico di Sansepolcro);
- Portale principale della Basilica Cattedrale di Sansepolcro (tra 1480 e 1509);
- Affresco raffigurante la Madonna con il bambino tra i santi Giovanni Battista, Giovanni Evangelista, Arcano ed Egidio (Gerino da Pistoia, 1508, Museo Civico di Sansepolcro, proveniente dal Palazzo Pretorio);
- Lunette raffiguranti i due santi, opera di Federico Zoi (sec. XVII, Museo Civico di Sansepolcro);
- Lunette raffiguranti i due santi, opera di Corrado Comanducci (1903, sacrestia della Basilica Cattedrale di Sansepolcro);
- Croce pettorale del vescovo Giacomo Babini, opera di Pietro Giovanni Bini (1987).
- Croce pettorale del cardinale Gualtiero Bassetti (1999);
- Croce pettorale dell'arcivescovo Riccardo Fontana (2009).

Vanno ricordate anche due statuette del XVI secolo trafugate dalla cappella di San Leonardo il 19 giugno 1971.